# Ропица-Гурна
Ропи́ца-Гу́рна, ранее Ропи́ца-Ру́ска (до 1934 года), Ропи́ца-Сенко́вска (до 1949 года) (русин. Ропиця, пол. Ropica Górna, Ropica Ruska, Ropica Sękowska) — село в Польше, находящееся на территории гмины Сенкова Горлицкого повята Малопольского воеводства.

## География
Село находится в 4 км от административного центра села Сенкова, в 9 км от города Горлице и в 108 км от Кракова.

## История
Первоначально село называлось Ропица-Руска. В 1934 году оно было переименовано в Ропица-Сенковску. В селе до 1947 года проживали лемки, которые были переселены во время операции «Висла» на западные территории Польши.
В 1949 году село стало называться Ропица-Гурна.
С 1978 по 1998 год село административно входило в Новосонченское воеводство.

## Достопримечательности
- Грекокатолическая церковь святого Михаила Архангела, датируемая началом XIX века;
- В окрестностях села находятся воинские захоронения времён Первой мировой войны:
  - Воинское кладбище № 67 (Ропица-Руска) — памятник Малопольского воеводства;
  - Воинское кладбище № 68 (Ропица-Руска);
  - Воинское кладбище № 78 (Ропица-Руска).